# Margarites rhodia
Margarites rhodia är en snäckart som beskrevs av Dall 1921. Margarites rhodia ingår i släktet Margarites och familjen pärlemorsnäckor. Inga underarter finns listade i Catalogue of Life.